# Samoa na Letnich Igrzyskach Paraolimpijskich 2012
Samoa na Letnich Igrzyskach Paraolimpijskich 2012 reprezentowało 2 zawodników.
Dla reprezentacji Samoa był to czwarty start w igrzyskach paraolimpijskich (poprzednio w 2000, 2004 i 2008 roku). Dotychczas żaden zawodnik nie zdobył paraolimpijskiego medalu.

## Kadra

### Lekkoatletyka
Konkurencje biegowe
| Zawodnik      | Konkurencja | Kwalifikacje | Kwalifikacje | Finał                  | Finał                  |
| Zawodnik      | Konkurencja | Wynik        | Poz.         | Wynik                  | Poz.                   |
| ------------- | ----------- | ------------ | ------------ | ---------------------- | ---------------------- |
| Milo Toleafoa | 400m T38    | 1:09.97      | 4.           | nie zakwalifikował się | nie zakwalifikował się |

Konkurencje techniczne
| Zawodnik      | Konkurencja           | Finał          | Finał |
| Zawodnik      | Konkurencja           | Odległość      | Poz.  |
| ------------- | --------------------- | -------------- | ----- |
| Leitu Viliamu | Pchnięcie kulą F42/44 | 5.32 (257 pkt) | 6.    |